# Dolíchi
Dolíchi är en ort i Grekland.   Den ligger i prefekturen Nomós Larísis och regionen Thessalien, i den centrala delen av landet, 270 km nordväst om huvudstaden Aten. Dolíchi ligger 581 meter över havet och antalet invånare är 496.
Terrängen runt Dolíchi är varierad.Runt Dolíchi är det glesbefolkat, med 10 invånare per kvadratkilometer. Närmaste större samhälle är Livádi, 7,0 km norr om Dolíchi. Trakten runt Dolíchi består till största delen av jordbruksmark.